# Ater Majok
Ater Majok, né le 4 juillet 1987 à Khartoum, au Soudan, est un joueur australo-soudano-libanais de basket-ball. Il évolue aux postes d'ailier fort et de pivot.

## Biographie
En mars 2022, il quitte Ezzahra Sports et rejoint l'Union sportive monastirienne sous la forme d'un prêt pour la Ligue africaine de basket-ball 2022.

## Palmarès

### Clubs
- Champion de Tunisie : 2020, 2021, 2024
- Coupe de Tunisie : 2020, 2021
- Coupe de Libye : 2022
- Médaille d'argent à la Ligue africaine 2021 ( Rwanda)
- Médaille d'or à la Ligue africaine 2022 ( Rwanda)

### Sélection nationale
- Médaille d'or à la coupe arabe des nations 2022 ( Émirats arabes unis)

### Distinctions personnelles
- Meilleur joueur étranger du championnat de Tunisie lors de la saison 2019-2020
- Nommé dans le cinq majeur et meilleur pivot de la coupe arabe des nations 2022
- Nommé dans le cinq majeur, meilleur pivot et meilleur joueur defensive de la Ligue africaine 2022
- Nommé dans le cinq majeur defenseurs de la Ligue africaine 2022 et 2023[5]
- Nommé pour le deuxième meilleure équipe defensive de la Ligue africaine 2024
- Meilleur joueur defensive, meilleur pivot et meilleur rebounder du championnat de Libye lors de la sasiosn 2021-2022